# Droit qatari
Le droit qatari est l'ensemble des normes constitutionnelles et législatives s'appliquant au Qatar.

## Sources du droit

### Constitution
La Constitution est la norme fondamentale du Qatar. Elle exprime la souveraineté populaire.

### Droit international
L'article 6 de la Constitution indique que le Qatar respecte les chartes et conventions internationales et applique les traités, accords, chartes et conventions auquel il est partie.
Les traités et accords internationaux sont conclus par l'Émir par décret et transmis au Conseil consultatif avec une note explicative. Une fois ratifié et publié au journal officiel, il acquiert une valeur législative.

### Charia
La charia est la source principale de la législation. Le Code pénal (1971, modifié en 2004) est basé sur le droit pénal musulman.

### Législation
Le pouvoir législatif est exercé par le Conseil consultatif.

### Décret de l'émir
L'émir peut adopter des décrets dans le cadre de ses compétences.

## Sources

## Compléments